# Quadra Farré d'Avall
La Quadra Farré d'Avall és una obra de Barruera, al municipi de la Vall de Boí (Alta Ribagorça) inclosa a l'Inventari del Patrimoni Arquitectònic de Catalunya.

## Descripció
Gran edifici ramader de dues plantes rectangulars amb accés a dos nivells. Destaca l'arc d'entrada a la planta inferior per la banda de ponent. La planta superior té l'accés del paller per la façana nord amb accés directe des de l'exterior. La façana de migjorn està rematada per obertures de ventil·lació del sotacoberta.